# Aneflus basicornis
Aneflus basicornis là một loài bọ cánh cứng trong họ Cerambycidae.